# Saison 2 de Glee
Chronologie
Saison 1 Saison 3
Cette page présente le guide des épisodes de la deuxième saison de la série télévisée Glee.

## Généralités
- Aux États-Unis, la diffusion a eu lieu du 21 septembre 2010 au 24 mai 2011 sur le réseau Fox.
- Au Canada, la saison a été diffusée en simultané sur le réseau Global.
- En France, la diffusion a débuté le 6 mars 2011 sur Orange Cinéhappy, puis en clair depuis le 22 février 2012 sur W9.
- Au Québec, elle a été diffusée depuis le 31 août 2011 sur VRAK.TV, changeant de diffuseur.
- En Belgique, depuis le 14 octobre 2011 sur Club RTL
- Aucune information concernant la diffusion de cette saison en Suisse.

## Synopsis de la saison
Après leur défaite, les New Directions repartent de zéro pour tenter de réaliser leur rêve : aller à New York et gagner les Nationales. Rachel et Finn sortent enfin ensemble et Kurt, tyrannisé par Karofsky, quitte les New Directions et s'inscrit à la Dalton Academy où il rejoint les Warblers et tombe amoureux de Blaine, un des chanteurs des Warblers. Quinn, elle, rencontre Sam, qui rejoint les New Directions, et tombe amoureuse de lui. Puck rencontre Laureen et Mike sort avec Tina qui a quitté Artie qui sort avec Brittany. Will n'arrive pas à oublier Emma mais elle sort avec Karl, son dentiste. Sue, elle, continue à ruiner l'avenir du Glee Club et à rentrer en rivalité avec le coach Beiste.

## Distribution

### Acteurs principaux
- Dianna Agron (VF : Noémie Orphelin) : Quinn Fabray
- Chris Colfer (VF : Olivier Podesta) : Kurt Hummel
- Jessalyn Gilsig (VF : Rafaèle Moutier) : Terri Delmonico (épisodes 2, 7, 10, 17, 19 et 21)
- Jane Lynch (VF : Josiane Pinson) : Sue Sylvester
- Jayma Mays (VF : Julie Turin) : Emma Pillsbury
- Kevin McHale (VF : Taric Mehani) : Artie Abrams
- Lea Michele (VF : Kelly Marot) : Rachel Berry
- Cory Monteith (VF : Charles Pestel) : Finn Hudson
- Heather Morris (VF : Laurence Sacquet) : Brittany Pierce
- Matthew Morrison (VF : Xavier Fagnon) : Will Schuester
- Mike O'Malley (VF : Jean-Pascal Quilichini) : Burt Hummel
- Amber Riley (VF : Adeline Moreau) : Mercedes Jones
- Naya Rivera (VF : Valérie Nosrée) : Santana Lopez
- Mark Salling (VF : Emmanuel Garijo) : Noah Puckerman
- Jenna Ushkowitz (VF : Laëtitia Godès) : Tina Cohen-Chang

### Acteurs récurrents
- Harry Shum Jr (VF : Yann Le Madic) : Mike Chang
- Chord Overstreet (VF : Antoine Schoumsky) : Sam Evans
- Darren Criss (VF : Stanislas Forlani) : Blaine Anderson (à partir de l'épisode 6)
- Max Adler (VF : Jérémy Prévost) : Dave Karofsky
- James Earl (VF : Jérôme Rebbot) : Azimio Adams
- Ashley Fink (VF : Sylvie Jacob) : Lauren Zizes
- Cheyenne Jackson (VF : Stéphane Ronchewski) : Dustin Goolsby
- Bill A. Jones (VF : Mathieu Buscatto) : Rod Remington
- Dot Jones (VF : Denise Metmer) : Shannon Beiste
- Jake Zyrus (VF : Jessica Barrier) : Sunshine Corazon
- Lauren Potter (VF : Delphine Braillon) : Becky Jackson
- Romy Rosemont (VF : Brigitte Virtudes) : Carole Hudson-Hummel
- Charlotte Ross (VF : Anne Rondeleux) : Judy Fabray
- Josh Sussman (VF : Hervé Rey) : Jacob Ben Israel
- Iqbal Theba (VF : Marc Perez) : principal John Figgins
- Stephen Tobolowsky (VF : Bernard Alane) : Sandy Ryerson
- Robin Trocki : Jean Sylvester

### Invités
- Kristin Chenoweth (VF : Patricia Legrand) : April Rhodes
- Katie Couric : elle-même
- Jonathan Groff (VF : Donald Reignoux) : Jesse St James
- Patti LuPone : elle-même
- Gwyneth Paltrow (VF : Hélène Bizot) : Holly Holliday
- Britney Spears (VF : Barbara Beretta) : elle-même
- John Stamos (VF : Olivier Destrez) : Carl Howell
- Cheyenne Jackson

## Liste des épisodes

### Épisode 1:Objectif: New York
- États-Unis /  Canada : 21 septembre 2010 sur FOX / Global[1]
- France :
  - 6 mars 2011 sur Orange Cinéhappy
  - 22 février 2012 sur W9
- Québec : 31 août 2011[2] sur VRAK.TV
- Belgique : 14 octobre 2011 sur Club RTL
- Suisse : sur TSR1

- États-Unis : 12,45 millions de téléspectateurs[3]
- Canada : 2,24 millions de téléspectateurs[4]
- France : 974 000 téléspectateurs[5]

- Charice Pempengco : Sunshine Corazon
- Lauren Potter : Becky Jackson

- Empire State of Mind (Jay-Z feat. Alicia Keys) (New Directions)
- Every Rose Has Its Thorn (Poison) (Sam Evans (Chord Overstreet))
- Telephone (Lady Gaga feat. Beyoncé) (Rachel Berry (Lea Michele) et Sunshine Corazon (Charice Pempengco))
- Getting to Know You (The King and I) (Tina Cohen-Chang (Jenna Ushkowitz))
- Billionaire (Travis McCoy feat. Bruno Mars) (Sam Evans (Chord Overstreet), Artie Abrams, Noah Puckerman, Mike Chang, Finn Hudson)
- The Power (Snap!) (Finn Hudson) danse uniquement
- Listen (Beyoncé) (Sunshine Corazon)
- What I Did for Love (A Chorus Line) (Rachel Berry)

### Épisode 2:Toxic
- États-Unis /  Canada : 28 septembre 2010 sur FOX / Global
- France :
  - 6 mars 2011 sur Orange Cinéhappy
  - 22 février 2012 sur W9
- Québec : 7 septembre 2011 sur VRAK.TV
- Belgique : 14 octobre 2011 sur Club RTL

- États-Unis : 13,51 millions de téléspectateurs[6]
- Canada : 2,46 millions de téléspectateurs[7]
- France : 1,023 million de téléspectateurs[8]

- Britney Spears : elle-même
- Lauren Potter : Becky Jackson

- I'm a Slave 4 U (Britney Spears) (Brittany S. Pierce (Heather Morris))
- Me Against the Music (Britney Spears feat. Madonna) (Brittany Pierce et Santana Lopez (Naya Rivera))
- ...Baby One More Time (Britney Spears) (Rachel Berry)
- Sailing (Christopher Cross) (Will Schuester)
- Stronger (Britney Spears) (Artie Abrams)
- Toxic (Britney Spears) (Brittany Pierce, Rachel Berry, Will Schuster et les New Directions)
- The Only Exception (Paramore) (Rachel Berry)

### Épisode 3:Le Croque-messie
- États-Unis /  Canada : 5 octobre 2010 sur FOX / Global
- France :
  - 13 mars 2011 sur Orange Cinéhappy
  - 22 février 2012 sur W9
- Québec : 14 septembre 2011 sur VRAK.TV
- Belgique : 21 octobre 2011 sur Club RTL

- États-Unis : 11,2 millions de téléspectateurs[9]
- Canada : 1,99 million de téléspectateurs[10]
- France : 940 000 téléspectateurs[8]

- Robin Trocki : Jean Sylvester

- Only the Good Die Young (Billy Joel) (Noah Puckerman)
- I Look to You (Whitney Houston) (Mercedes Jones avec Quinn Fabray (Dianna Agron) et Tina Cohen-Chang)
- Papa, Can You Hear Me? (Barbra Streisand) (Rachel Berry)
- I Want to Hold Your Hand (The Beatles) (Kurt Hummel (Chris Colfer))
- Losing My Religion (R.E.M.) (Finn Hudson)
- Bridge over Troubled Water (Simon & Garfunkel) (Mercedes Jones)
- One of Us (Joan Osborne) (New Directions)

### Épisode 4:Duels de duos
- États-Unis /  Canada : 12 octobre 2010 sur FOX / Global
- France :
  - 20 mars 2011 sur Orange Cinéhappy
  - 29 février 2012 sur W9
- Québec : 21 septembre 2011 sur VRAK.TV
- Belgique : 21 octobre 2011 sur Club RTL

- États-Unis : 11,36 millions de téléspectateurs[11]
- Canada : 2,25 millions de téléspectateurs[12]
- France : 1,011 million de téléspectateurs[13]

- Don't Go Breaking My Heart (Elton John et Kiki Dee) (Rachel Berry et Finn Hudson)
- River Deep, Mountain High (Ike & Tina Turner) (Mercedes Jones et Santana Lopez)
- Le Jazz Hot! (Victor Victoria) (Kurt Hummel)
- Sing! (A Chorus Line) (Tina Cohen-Chang et Mike Chang)
- With You I'm Born Again (Billy Preston et Syreeta Wright) (Rachel Berry et Finn Hudson)
- Lucky (Jason Mraz et Colbie Caillat) (Sam Evans et Quinn Fabray)
- Happy Days Are Here Again / Get Happy (Judy Garland / Barbra Streisand) (Rachel Berry et Kurt Hummel)

### Épisode 5:Le Rocky Horror Glee Show
- États-Unis /  Canada : 26 octobre 2010 sur FOX / Global
- France :
  - 20 mars 2011 sur Orange Cinéhappy
  - 29 février 2012 sur W9
- Québec : 28 septembre 2011 sur VRAK.TV
- Belgique : 28 octobre 2011 sur Club RTL

- États-Unis : 11,76 millions de téléspectateurs[14]
- Canada : 2,48 millions de téléspectateurs[15]
- France : 1,011 million de téléspectateurs[13]

- Lauren Potter : Becky Jackson
- Barry Bostwick : Tim Stanwick
- Meat Loaf : Barry Jeffries

- Science Fiction / Double Feature (Santana Lopez)
- There's a Light (Over at the Frankenstein Place) (Rachel Berry, Finn Hudson, Kurt Hummel)
- Damn it, Janet! (Rachel Berry et Finn Hudson)
- Whatever Happened to Saturday Night? (Carl Howell (John Stamos))
- Sweet Transvestite (Mercedes Jones avec Santana Lopez et Brittany Pierce)
- Touch-a, Touch-a, Touch-a, Touch Me (Emma Pillsbury (Jayma Mays))
- The Time Warp (Kurt Hummel, Finn Hudson, Quinn Fabray, Brittany Pierce, Tina Cohen-Chang et les New Directions)

### Épisode 6:Premiers Baisers
- États-Unis /  Canada : 9 novembre 2010 sur FOX / Global
- France :
  - 20 mars 2011 sur Orange Cinéhappy
  - 7 mars 2012 sur W9
- Québec : 5 octobre 2011 sur VRAK.TV
- Belgique : 28 octobre 2011 sur Club RTL

- États-Unis : 10,99 millions de téléspectateurs[16]
- Canada : 1,97 million de téléspectateurs[17]
- France : 814 000 téléspectateurs[18]

- Darren Criss : Blaine Anderson
- Lauren Potter : Becky Jackson

- One Love (People Get Ready) (Bob Marley) (Noah Puckerman et Artie Abrams)
- Teenage Dream (Katy Perry) (Blaine et les Warblers de la Dalton Academy)
- Start Me Up / Livin' on a Prayer (The Rolling Stones / Bon Jovi) (Rachel Berry, Tina Cohen-Chang, Mercedes Jones, Santana Lopez, Brittany Pierce, Quinn Fabray)
- Stop! In the Name of Love / Free Your Mind (The Supremes / En Vogue) (Finn Hudson, Noah Puckerman, Artie Abrams, Kurt Hummel, Sam Evans, Mike Chang)

### Épisode 7:Chantons sous la pluie
- États-Unis /  Canada : 16 novembre 2010 sur FOX / Global
- France :
  - 27 mars 2011 sur Orange Cinéhappy
  - 7 mars 2012 sur W9
- Québec : 12 octobre 2011 sur VRAK.TV
- Belgique : 4 novembre 2011 sur Club RTL

- États-Unis : 11,7 millions de téléspectateurs[19]
- Canada : 2,29 millions de téléspectateurs[20]
- France : 1 million de téléspectateurs[21]

- Lauren Potter : Becky Jackson
- Gwyneth Paltrow : Holly Holliday

- Conjunction Junction (Schoolhouse Rock!) (Holly Holliday)
- Forget You (Cee Lo Green) (Holly Holliday,les New Directions sauf Rachel Berry)
- Make 'Em Laugh (Donald O'Connor) (Will Schuester et Mike Chang)
- Nowadays / Hot Honey Rag (Chicago) (Holly Holliday et Rachel Berry)
- Singin' in the Rain / Umbrella (Gene Kelly / Rihanna Feat. Jay-Z) (Holly Holliday, Will Schuester et les New Directions)

### Épisode 8:Mariages
- États-Unis /  Canada : 23 novembre 2010 sur FOX / Global
- France :
  - 27 mars 2011 sur Orange Cinéhappy
  - 14 mars 2012 sur W9
- Québec : 19 octobre 2011 sur VRAK.TV
- Belgique : 4 novembre 2011 sur Club RTL

- États-Unis : 10,41 millions de téléspectateurs[22]
- Canada : 2,1 millions de téléspectateurs[23]
- France : 782 000 téléspectateurs[24]

- Carol Burnett : Doris Sylvester
- Daniel Roebuck : Paul Karofsky
- Robin Trocki : Jean Sylvester

- Ohio (Wonderful Town) (Sue Sylvester et Doris Sylvester)
- Marry You (Bruno Mars) (New Directions)
- Sway (Michael Bublé) (Will Schuester)
- Just the Way You Are (Bruno Mars) (Finn Hudson et les New Directions)

### Épisode 9:Désaccord majeur
- États-Unis /  Canada : 30 novembre 2010 sur FOX / Global
- France :
  - 3 avril 2011 sur Orange Cinéhappy
  - 14 mars 2012 sur W9
- Québec : 26 octobre 2011 sur VRAK.TV
- Belgique : 18 novembre 2011 sur Club RTL

- États-Unis : 11,68 millions de téléspectateurs[25]
- Canada : 2,32 millions de téléspectateurs[26]

- Don't Cry for Me Argentina (Evita) (Rachel Berry et Kurt Hummel, séparément)
- The Living Years (Mike + The Mechanics) (The Hipsters)
- Hey, Soul Sister (Train) (Blaine et les Warblers)
- (I've Had) The Time of My Life (Bill Medley et Jennifer Warnes) (Sam Evans et Quinn Fabray avec les New Directions)
- Valerie (Mark Ronson Feat. Amy Winehouse) (Santana Lopez avec les New Directions)
- Dog Days Are Over (Florence and the Machine) (Tina Cohen-Chang et Mercedes Jones avec les New Directions)

- Dans l'épisode, pour son audition chez les Wablers, Kurt voulait chanter My Heart Will Go On de Céline Dion, mais il a pris une autre chanson.

### Épisode 10:Un Miracle de Noël
- États-Unis /  Canada : 7 décembre 2010 sur FOX / Global
- France :
  - 3 avril 2011 sur Orange Cinéhappy
  - 21 mars 2012 sur W9
- Québec : 2 novembre 2011 sur VRAK.TV
- Belgique : 18 novembre 2011 sur Club RTL

- États-Unis : 11,07 millions de téléspectateurs[27]
- Canada : 2,37 millions de téléspectateurs[28]
- France : 657 000 téléspectateurs[29]

- The Most Wonderful Day of the Year (New Directions et Lauren Zizes (Ashley Fink) sauf Kurt Hummel)
- We Need a Little Christmas (Mame) (New Directions et Lauren Zizes sauf Kurt Hummel)
- Merry Christmas, Darling (The Carpenters) (Rachel Berry)
- Baby, It's Cold Outside (La Fille de Neptune) (Blaine et Kurt Hummel)
- You're a Mean One, Mr Grinch (Comment le Grinch a volé Noël !) (k.d. lang, en fond musical)
- Last Christmas (Wham!) (Rachel Berry et Finn Hudson)
- Welcome Christmas (Comment le Grinch a volé Noël !) (New Directions et Lauren Zizes sauf Kurt Hummel, Brittany Pierce et Artie Abrams)

### Épisode 11:Le Camp des zombies
- États-Unis /  Canada : 6 février 2011 sur FOX / Global
- France :
  - 12 juin 2011 sur Orange Cinéhappy
  - 21 mars 2012 sur W9
- Québec : 9 novembre 2011 sur VRAK.TV
- Belgique : 25 novembre 2011 sur Club RTL

- États-Unis : 26,8 millions de téléspectateurs[30]
- Canada : 2,16 millions de téléspectateurs[31]

- Katie Couric : elle-même

- California Gurls (Katy Perry feat. Snoop Dogg) (Quinn Fabray, Santana Lopez, Brittany Pierce et les Cheerios) danse uniquement
- Need You Now (Lady Antebellum) (Rachel Berry et Noah Puckerman)
- She's Not There (The Zombies) (Finn Hudson avec les garçons de New Directions et des Titans)
- Bills, Bills, Bills (Destiny's Child) (Blaine et les Warblers)
- Thriller / Heads Will Roll (Michael Jackson / Yeah Yeah Yeahs) (Santana Lopez, Finn Hudson,Artie Abrams, les New Directions et les Titans)

- Aux États-Unis, cet épisode fut exceptionnellement diffusé après le Super Bowl XLV.
- Sunshine Corazon (Charice) et les Vocal Adnenaline devaient faire une apparition dans cet épisode, et interpréter Meet Me Halfway des Black Eyed Peas.

### Épisode 12:Les Chansons d'amour
- États-Unis /  Canada : 8 février 2011 sur FOX / Global
- France :
  - 12 juin 2011 sur Orange Cinéhappy
  - 28 mars 2012 sur W9
- Québec : 16 novembre 2011 sur VRAK.TV
- Belgique : 25 novembre 2011 sur Club RTL

- États-Unis : 11,58 millions de téléspectateurs[32]
- Canada : 2,08 millions de téléspectateurs[33]
- France : 987 000 téléspectateurs[34]

- Fat Bottomed Girls (Queen) (Noah Puckerman)
- P.Y.T. (Pretty Young Thing) (Michael Jackson) (Artie Abrams)
- When I Get You Alone (Robin Thicke) (Blaine et les Warblers)
- My Funny Valentine (Babes in Arms) (Tina Cohen-Chang)
- Firework (Katy Perry) (Rachel Berry)
- Silly Love Songs (Wings) (Blaine et les Warblers)

### Épisode 13:Come-back
- États-Unis /  Canada : 15 février 2011 sur FOX / Global
- France :
  - 19 juin 2011 sur Orange Cinéhappy
  - 28 mars 2012 sur W9
- Québec : 23 novembre 2011 sur VRAK.TV
- Belgique : 2 décembre 2011 sur Club RTL

- États-Unis : 10,53 millions de téléspectateurs[35]
- Canada : 1,75 million de téléspectateurs[36]
- France : 987 000 téléspectateurs[34]

- Baby (Justin Bieber feat. Ludacris) (Sam Evans)
- Somebody to Love (Justin Bieber) (Sam Evans, Noah Puckerman, Mike Chang et Artie Abrams)
- Take Me or Leave Me (Rent) (Rachel Berry et Mercedes Jones)
- This Little Light of Mine (Chanson traditionnelle) (Will Schuester, Sue Sylvester et les enfants de l’hôpital)
- I Know What Boys Like (The Waitresses) (Lauren Zizes)
- Sing (My Chemical Romance) (Sue Sylvester et les New Directions)

### Épisode 14:Bonjour ivresse
- États-Unis /  Canada : 22 février 2011 sur FOX / Global
- France :
  - 19 juin 2011 sur Orange Cinéhappy
  - 4 avril 2012 sur W9
- Québec : 30 novembre 2011 sur VRAK.TV
- Belgique : 2 décembre 2011 sur Club RTL

- États-Unis : 10,58 millions de téléspectateurs[37]
- Canada : 1,89 million de téléspectateurs[38]
- France : 936 000 téléspectateurs[39]

- My Headband (Glee Cast) (Rachel Berry)
- Like a G6 (Far East Movement feat. DEV et The Cataracs) (En fond sonore seulement)
- Don't You Want Me (The Human League) (Rachel Berry et Blaine Anderson)
- Blame It (Jamie Foxx feat. T-Pain) (Artie Abrams, Noah Puckerman et Mercedes Jones avec les New Directions)
- One Bourbon, One Scotch, One Beer (George Thorogood) (Will Schuester et Shannon Beiste)
- Tik Tok (Ke$ha) (Brittany Pierce et les New Direction)

- Cet épisode est axé sur les conséquences de l'abus de consommation d'alcool.
- Il comporte la première chanson originale de la série, écrite par Rachel Berry : My Headband.

### Épisode 15:Sexy
- États-Unis /  Canada : 8 mars 2011 sur FOX / Global
- France :
  - 26 juin 2011 sur Orange Cinéhappy
  - 4 avril 2012 sur W9
- Québec : 7 décembre 2011 sur VRAK.TV
- Belgique : 9 décembre 2011 sur Club RTL

- États-Unis : 11,92 millions de téléspectateurs[40]
- Canada : 1,81 million de téléspectateurs[41]
- France : 1 million de téléspectateurs[42]

- Gwyneth Paltrow : Holly Holliday

- Do You Wanna Touch Me (Oh Yeah) (Joan Jett) (Holly Holiday et New Directions)
- Animal (Neon Trees) (Blaine Anderson, Kurt Hummel et les Warblers)
- Kiss (Prince) (Holly Holliday et Will Schuester)
- Landslide (Dixie Chicks) (Holly Holliday, Santana Lopez et Brittany Pierce)
- Afternoon Delight (Starland Vocal Band) (Carl Howell, Noah Puckerman, Emma Pillsbury, Quinn Fabray et Rachel Berry)

### Épisode 16:Sur un air original
- États-Unis /  Canada : 15 mars 2011 sur FOX / Global
- France :
  - 26 juin 2011 sur Orange Cinéhappy
  - 4 avril 2012 sur W9
- Belgique : 9 décembre 2011 sur Club RTL
- Québec : 14 décembre 2011 sur VRAK.TV

- États-Unis : 11,15 millions de téléspectateurs[43]
- Canada : 1,81 million de téléspectateurs[44]
- France : 1,1 million de téléspectateurs[42]

- Kathy Griffin : Tammy Jean Albertson
- Loretta Devine : Sœur Mary Constance
- Bill A. Jones : Rod Remington

- Misery (Maroon 5) (Blaine Anderson et les Warblers)
- Only Child (Glee Cast) (Rachel Berry)
- Blackbird (The Beatles) (Kurt Hummel et les Warblers)
- Trouty Mouth (Glee Cast) (Santana Lopez)
- Big Ass Heart (Glee Cast) (Noah Puckerman)
- Hell to the No (Glee Cast) (Mercedes Jones)
- Jesus Is My Friend  (Sonseed) (Aural Intensity)
- Candles (Hey Monday) (Kurt Hummel, Blaine Anderson et les Warblers)
- Raise Your Glass (P!nk) (Blaine Anderson et les Warblers)
- Get It Right (Glee Cast) (Rachel Berry)
- Loser Like Me (Glee Cast) (Rachel Berry, Finn Hudson et New Directions)

- Toutes les chansons chantées par les New Directions dans cet épisode sont des chansons originales.
- Les Warblers auraient interprété d'autres chansons qui ne figurent pas dans l’épisode mais dans l'album des Warblers comme 
  - Da ya Think I'm Sexy ? de Rod Stewart
  - What Kind of Fool de Barbra Streisand et Barry Gibb
  - Fireflies de Owl City.

### Épisode 17:La Ligue des bourreaux
- États-Unis /  Canada : 19 avril 2011 sur FOX / Global
- France :
  - 3 juillet 2011 sur Orange Cinéhappy
  - 11 avril 2012 sur W9
- Belgique : 16 décembre 2011 sur Club RTL
- Québec : 21 décembre 2011 sur VRAK.TV[45]

- États-Unis : 9,8 millions de téléspectateurs[46]
- Canada : 1,74 million de téléspectateurs[47]
- France : 969 000 téléspectateurs[48]

- Gwyneth Paltrow : Holly Holliday
- Charice Pempengco : Sunshine Corazon
- Stephen Tobolowsky : Sandy Ryerson

- All by Myself (Céline Dion) (Sunshine Corazon)
- I Follow Rivers (Lykke Li) (Tina Cohen-Chang)
- Bubble Toes (Jack Johnson) (Mike Chang (danse uniquement))
- Turning Tables (Adele) (Holly Holliday)
- Ain't No Way (Aretha Franklin) (Mercedes Jones)

- Au début de l'épisode, Will fait une erreur dans son calcul. Il aurait dû écrire 5000/0.25 = 20000 et non pas 5000 X 0.25.
- La chanson How de Lisa Loeb devait être reprise par Rachel mais elle a été coupée.

### Épisode 18:Être ou ne paraître
- États-Unis /  Canada : 26 avril 2011 sur FOX / Global
- France :
  - 10 juillet 2011 sur Orange Cinéhappy
  - 11 avril 2012 sur W9
- Belgique : 16 décembre 2011 sur Club RTL
- Québec : 11 janvier 2012 sur VRAK.TV[49]

- États-Unis : 8,62 millions de téléspectateurs[50]
- Canada : 1,57 million de téléspectateurs[51]
- France : 1,05 million de téléspectateurs[48]

- I Feel Pretty / Unpretty (West Side Story / TLC) (Quinn Fabray et Rachel Berry)
- I've Gotta Be Me (Sammy Davis Jr.) (Finn Hudson (Mike Chang danse uniquement))
- Somewhere Only We Know (Keane) (Blaine et les Warblers)
- As If We Never Said Goodbye (Sunset Boulevard) (Kurt Hummel)
- Barbra Streisand (Duck Sauce) (New Directions) danse uniquement
- Born This Way (Lady Gaga) (Mercedes Jones, Kurt Hummel, Tina Cohen-Chang et New Directions sauf Santana Lopez)

### Épisode 19:Rumeurs
- États-Unis /  Canada : 3 mai 2011 sur FOX / Global
- France :
  - 17 juillet 2011 sur Orange Cinéhappy
  - 11 avril 2012 sur W9
- Belgique : 23 décembre 2011 sur Club RTL
- Québec : 18 janvier 2012 sur VRAK.TV

- États-Unis : 8,85 millions de téléspectateurs[52]
- Canada : 1,49 million de téléspectateurs[53]
- France : 878 000 téléspectateurs[48]

- Kristin Chenoweth : April Rhodes

- Dreams (Fleetwood Mac) (April Rhodes et Will Schuester)
- Never Going Back Again (Fleetwood Mac) (Artie Abrams, Finn Hudson, Noah Puckerman et Sam Evans à la guitare)
- Songbird (Fleetwood Mac) (Santana Lopez)
- The Chain (Fleetwood Mac)  en fond musical seulement
- I Don't Want To Know (Fleetwood Mac) (Quinn Fabray et Finn Hudson)
- Crossroads (Glee Cast) (April Rhodes et Will Schuester)
- Go Your Own Way (Fleetwood Mac) (Rachel Berry)
- Don't Stop (Fleetwood Mac) (Sam Evans, Quinn Fabray, Finn Hudson, Rachel Berry et New Directions)

### Épisode 20:La Reine de la promo
- États-Unis /  Canada : 10 mai 2011 sur FOX / Global
- France :
  - 17 juillet 2011 sur Orange Cinéhappy
  - 18 avril 2012 sur W9
- Belgique : 23 décembre 2011 sur Club RTL
- Québec : 25 janvier 2012 sur VRAK.TV

- États-Unis : 9,29 millions de téléspectateurs[54]
- Canada : 1,82 million de téléspectateurs[55]
- France : 1,256 million de téléspectateurs[56]

- Jonathan Groff : Jesse St. James

- Rolling in the Deep (Adele) (Rachel Berry et Jesse St. James)
- Isn't She Lovely? (Stevie Wonder) (Artie Abrams)
- Friday (Rebecca Black) (Artie Abrams, Sam Evans et Noah Puckerman)
- Jar of Hearts (Christina Perri) (Rachel Berry)
- I'm Not Gonna Teach Your Boyfriend How to Dance With You (Black Kids)  (Blaine Anderson avec Tina Cohen-Chang et Brittany Pierce)
- Dancing Queen (Abba) (Santana Lopez et Mercedes Jones)

### Épisode 21:Quatre solos et un enterrement
- États-Unis /  Canada : 17 mai 2011 sur FOX / Global
- France :
  - 24 juillet 2011 sur Orange Cinéhappy
  - 18 avril 2012 sur W9
- Belgique : 30 décembre 2011 sur Club RTL
- Québec : 1er février 2012 sur VRAK.TV

- États-Unis : 8,97 millions de téléspectateurs[57]
- Canada : 1,58 million de téléspectateurs[58]
- France : 1,29 million de téléspectateurs[59]

- Jonathan Groff : Jesse St. James

- Back to Black (Amy Winehouse) (Santana Lopez)
- Some People (Gypsy) (Kurt Hummel)
- Try a Little Tenderness (Otis Redding) (Mercedes Jones)
- My Man (Funny Girl) (Rachel Berry)
- Pure Imagination (Charlie et la Chocolaterie)  (Tina Cohen-Chang, Kurt Hummel, Artie Abrams, Finn Hudson et les New Directions)

### Épisode 22:Les Lumières de Broadway
- États-Unis /  Canada : 24 mai 2011 sur FOX / Global
- France :
  - 24 juillet 2011 sur Orange Cinéhappy
  - 18 avril 2012 sur W9
- Belgique : 30 décembre 2011 sur Club RTL
- Québec : 8 février 2012 sur VRAK.TV[60]

- États-Unis : 12,1 millions de téléspectateurs[61]
- Canada : 1,77 million de téléspectateurs[62]
- France : 1,28 million de téléspectateurs[59]

- Jonathan Groff : Jesse St. James
- Charice Pempengco : Sunshine Corazon
- Patti LuPone : elle-même

- My Cup (Glee Cast) (Brittany S. Pierce et Artie Abrams)
- I Love New York / New York, New York (Madonna / On The Town) (New Directions)
- Still Got Tonight (Matthew Morrison) (Will Schuester)
- Bella Notte (La Belle et le Clochard) (Sam Evans, Noah Puckerman, Mike Chang et Artie Abrams)
- For Good (Wicked) (Rachel Berry et Kurt Hummel)
- Yeah! (Usher feat. Lil Jon et Ludacris) (Une chorale adverse)
- As Long As You're There (Glee Cast) (Sunshine Corazon et les Vocal Adrenaline)
- Pretending (Glee Cast) (Rachel Berry et Finn Hudson)
- Light Up The World (Glee Cast) (Santana Lopez, Artie Abrams, Brittany S. Pierce, Finn Hudson, Rachel Berry et les New Directions)

- Cet épisode a été exceptionnellement diffusé après la finale d'American Idol.
- La chanson Still Got Tonight est tirée du premier album éponyme de Matthew Morrison, l'interprète de Will Schuester.
- Les chansons As Long As You're There, My Cup, Pretending et Light Up The World sont des chansons originales, écrites pour cet épisode de la série.
- Dans certaines scènes de cet épisode, on voit Daniel Radcliffe en tête d'affiche de How to Succeed in Business Without Really Trying, la comédie musicale à laquelle il participe à Broadway. Le rôle de Radcliffe a ensuite été repris par Darren Criss, qui joue le rôle de Blaine dans Glee.